# Barragem da Apartadura
A Barragem da Apartadura, construida sobre o leito da Ribeira de Reveladas, localiza-se no Município de Marvão, Distrito de Portalegre, em Portugal.
É uma barragem de enrocamento com cortina a montante.